# Krister Thelin
Krister Thelin (Stockholm, 8 december 1947) is een Zweeds jurist. In eigen land klom hij op tot voorzittend rechter van het Hof van Beroep en was hij daarnaast plaatsvervangend Minister van Justitie. Van 1997 tot 2003 werkte hij aan de opbouw van juridische systemen in Bosnië en Herzegovina en Servië en aansluitend was hij vijf jaar lang rechter van het Joegoslavië-tribunaal.

## Levensloop
Thelin slaagde in 1972 voor zijn graad in de rechten aan de Universiteit van Lund en werkte vervolgens tot 1975 als rechtersassistent. In 1976 slaagde hij aan de Harvard Law School voor zijn Master of Laws. Naast het Zweeds beheerst hij het Engels, Duits en Frans.
Van 1976 tot 1978 was hij assistent van de rechter van het Hof van Beroep. Vervolgens maakte hij vanaf 1984 een loopbaan als rechter tot hij vanaf 1990 rechter en vanaf 1998 voorzittend rechter van het Hof van Beroep werd. Daarnaast was hij van 1991 tot 1994 plaatsvervangend Minister van Justitie.
Naast zijn professionele loopbaan was hij secretaris en adviseur van verschillende commissies op het gebied van sociale zekerheid, burgerlijk recht en privacybescherming. Verder was hij tussen 1987 en 1991 adviseur op het gebied van internationaal humanitair recht voor de Zweedse krijgsmacht. Van 1997 tot 2003 deed hij werkzaamheden in voormalig Joegoslavië in opdracht van de Europese Unie en het Zweedse Ministerie van Buitenlandse Zaken. Hier hielp hij in Bosnië en Herzegovina mee aan het opzetten van een grondwettelijk apparaat en was hij directeur-generaal van de onafhankelijke mediacommissie. Verder was hij voorzitter van de Stability Pact for South Eastern Europe en directeur van het Policy and Legal Advice Centre in Belgrado.
Van 2003 tot 2008 was hij rechter ad litem van het Joegoslavië-tribunaal in Den Haag. In 2005 werd hij in deze functie herkozen. Hierna werd hij de Zweedse vertegenwoordiger in de Mensenrechtencommissie van de Verenigde Naties.
Thelin is lid van verschillende Zweedse organisaties van juristen en van juridisch onderzoek. Hij is coredacteur van een juridisch vakblad en schreef een groot aantal artikelen en rapporten op het gebied van informatietechnologie, humanitair recht en grondrechten.

## Werk (selectie)
- 1979: Swedish Code of Judicial Procedure (Amerikaanse serie in buitenlands strafrecht, met Anders Bruzelius, ISBN 9780837700441
- 2001: Sverige som rättsstat, ISBN 9789175664439